# Maria Masciopinto
Maria Masciopinto (6 de marzo de 2002) es una deportista de Italia que compite en natación. Ganó una medalla de bronce en el Campeonato Mundial Junior de Natación de 2019, en la prueba de 4 × 100 m libre, y cuatro medallas en el Campeonato Europeo Junior de Natación, entre los años 2016 y 2019.